# Peneus Patera
Peneus Patera est un volcan de la planète Mars situé par 57,8° S et 52,5° E dans le quadrangle de Noachis, au sud-ouest du bassin d'impact d'Hellas Planitia, dans une zone souvent appelée Circum-Hellas Volcanic Province en anglais. Cet édifice volcanique à peine discernable possède une caldeira d'un peu moins de 135 km de diamètre et un point culminant à environ 1 000 m au-dessus du niveau de référence martien.

## Géographie et géologie
Peneus Patera est situé à l'extrême nord-ouest de Malea Planum, région typique des plaines de lave les plus anciennes de Mars. Il se trouve à l'ouest d'Amphitrites Patera et au nord de Malea Patera, et est caractérisé par ses reliefs festonnés, typiques des latitudes autour de 55° N et S, qu'on explique par l'effet de la sublimation de la glace du pergélisol sous-jacent. Les pentes abruptes sont orientées vers le pôle tandis que les pentes douces le sont vers l'équateur, ce qui résulterait de l'ensoleillement différentiel sur ces deux versants. Ces reliefs seraient actuellement en formation à la surface de Mars.
Aucune datation précise de Peneus Patera n'a pu être menée, mais l'ensemble de la région daterait de 3,8 à 3,6 Ga, avec un âge croissant d'est en ouest, de sorte que Peneus aurait sans doute cessé d'être actif avant même l'Hespérien, il y a 3,7 milliards d'années selon l'échelle de Hartmann & Neukum. Cette grande ancienneté expliquerait l'apparence particulièrement érodée de cet édifice.